# Fiero Factory

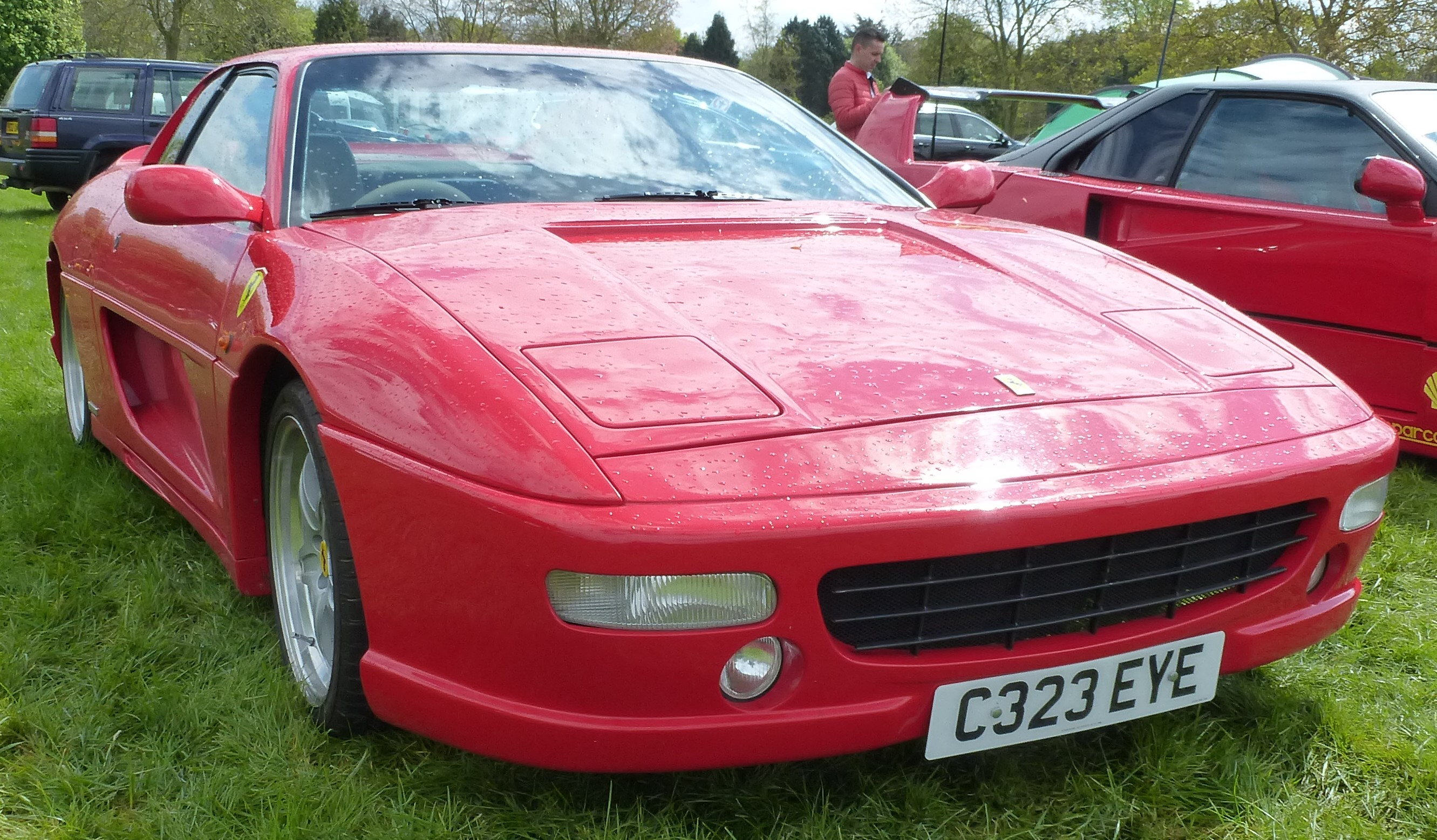
Fiero Factory F 282

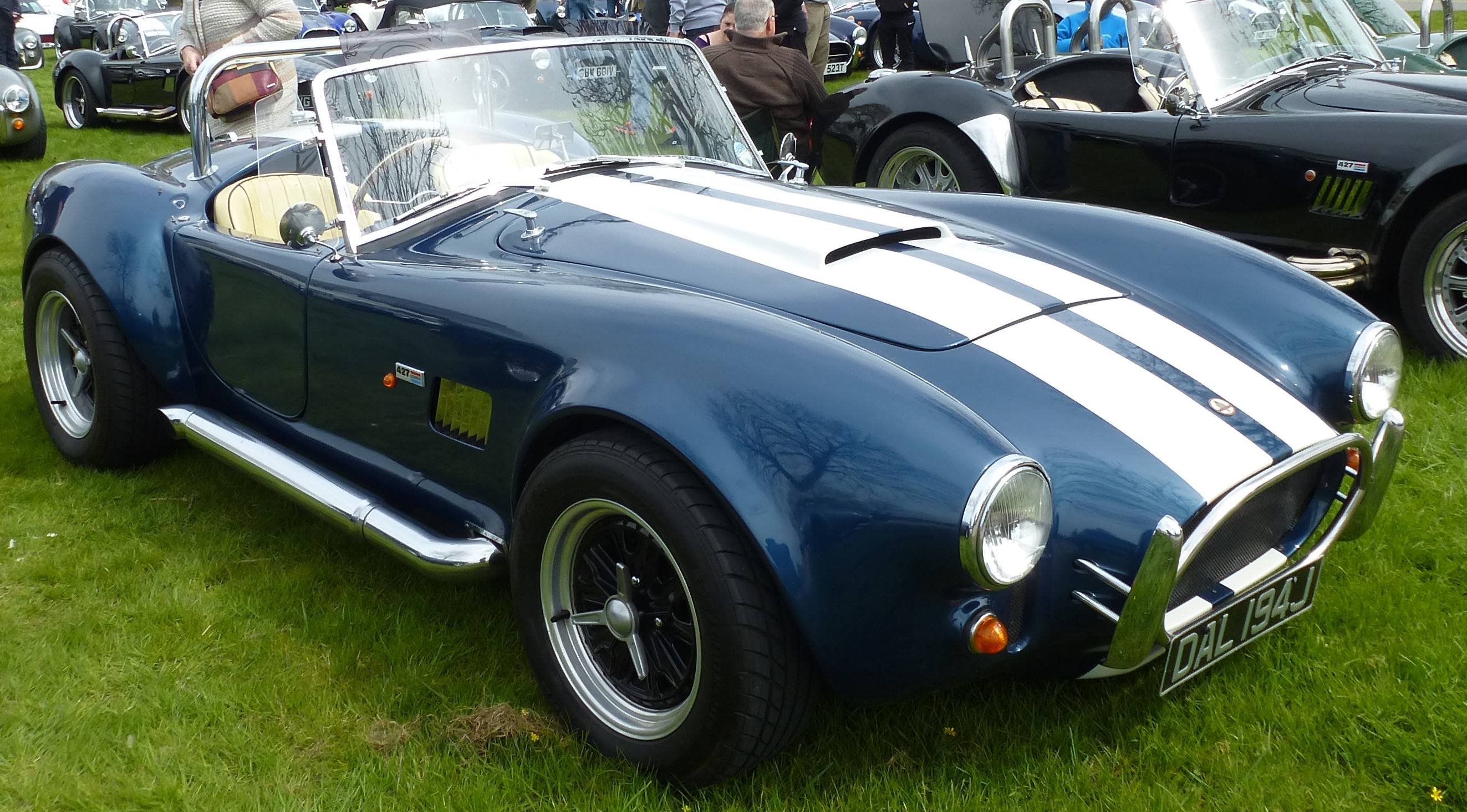
Fiero Factory Euro 427

Fiero Factory Limited war ein britischer Hersteller von Automobilen.

## Unternehmensgeschichte
Steve Briddon, Roy Morris und Terry Sands gründeten 1990 das Unternehmen in Birmingham in der Grafschaft West Midlands. Sie begannen 1991 mit der Produktion von Automobilen und Kits. Der Markenname lautete Fiero Factory. Später zog das Unternehmen nach Tardebigge in Worcestershire. Am 8. April 2014 wurde das Unternehmen aufgelöst. Insgesamt entstanden etwa 2000 Exemplare.

## Fahrzeuge
Das erste Modell Belaro Berlinetta, eine Nachbildung des Ferrari Testarossa, stammte aus den USA und wurde nur importiert.
Der Fierossa war das erste eigene Modell. Es ähnelte ebenfalls dem Testarossa. Die Basis stellte wie bei so vielen Modellen des Unternehmens der Pontiac Fiero dar. Von 1991 bis 2003 entstanden etwa 85 Exemplare.
Der Monza 308, der dem Ferrari 308 ähnelte, brachte es in der gleichen Zeit auf etwa 135 Käufer.
Der F 282 stand ab 1995 im Angebot. Er ähnelte dem Ferrari F 355. Von diesem Modell entstanden etwa 400 Exemplare.
Der Venom erschien ebenfalls 1995 und ähnelte dem Dodge Viper. Ursprünglich importierte Fiero Factory dieses auf dem Chevrolet Corvette basierende Modell aus den USA. Doch später entwickelten sie eine eigenständige Version, die auf dem Ford Granada basierte. Venom Sports Cars übernahm 2003 die Produktion.
Der MR 3 SS entsprach optisch dem F 282, basierte aber auf dem Toyota MR 2. Er fand ab 1998 etwa 400 Käufer.
Der V 2 erschien ebenfalls 1998. Er ähnelte dem Plymouth Prowler. Die Basis bildete eine Kombination aus Rohrrahmen, Spaceframe und Leiterrahmen. Die Karosserie bestand aus Fiberglas. Die Motoren stammten vom Ford Granada. Bis 2003 entstanden etwa 20 Exemplare.
Der Euro 427 Replica war eine Nachbildung des AC Cobra und kam 1998 auf den Markt. Verschiedene V8-Motoren von BMW und der Daimler AG trieben die Fahrzeuge an. Euro 427 Sports Cars setzte die Produktion in den 2000er Jahren fort.
Der MR 4 T ähnelte dem Ferrari F 40. Auch er basierte auf dem Toyota MR 2. Ab 1999 entstanden etwa zehn Fahrzeuge.